# Madison (Maine)
Madison ist eine Town im Somerset County des Bundesstaates Maine in den Vereinigten Staaten. Im Jahr 2020 lebten dort 4726 Einwohner in 2385 Haushalten auf einer Fläche von 141,98 km².

## Geographie
Nach dem United States Census Bureau hat Madison eine Gesamtfläche von 141,98 km², von der 134,37 km² Land sind und 7,61 km² aus Gewässern bestehen.

### Geographische Lage
Madison liegt im Süden des Somerset Countys. Der in südliche Richtung fließende Kennebec River bildet die westliche Grenze des Gebietes. Der größte See auf dem Gebiet ist der zentral gelegene Wesserunsett Lake. Die Oberfläche ist leicht hügelig, der 206 m hohe Ward Hill ist die höchste Erhebung in der Town.

### Nachbargemeinden
Alle Entfernungen sind als Luftlinien zwischen den offiziellen Koordinaten der Orte aus der Volkszählung 2010 angegeben.
- Norden: Solon, 12,6 km
- Osten: Cornville, 10,9 km
- Südosten: Skowhegan, 11,6 km
- Süden: Norridgewock, 10,6 km
- Südwesten: Starks, 15,8 km
- Westen: Anson, 13,2 km
- Nordwesten: Embden, 15,2 km

### Stadtgliederung
In Madison gibt es mehrere Siedlungsgebiete: Barron Corner, Blackwell, Blackwell Corner, East Madison, Ellis Corner, Lakewood, Lower Mill, Madison, Madison East, Martin Corner, North Madison, Twelve Corners, Ward Hill, West Madison und White School Corner.

### Klima
Die mittlere Durchschnittstemperatur in Madison liegt zwischen −9,4 °C (15 °F) im Januar und 20,0 °C (68 °F) im Juli. Damit ist der Ort gegenüber dem langjährigen Mittel der USA um etwa 9 Grad kühler. Die Schneefälle zwischen Oktober und Mai liegen mit bis zu zweieinhalb Metern mehr als doppelt so hoch wie die mittlere Schneehöhe in den USA; die tägliche Sonnenscheindauer liegt am unteren Rand des Wertespektrums der USA.

## Geschichte
Erste Siedler ließen sich ab 1775 in dem Gebiet nieder. Die Town Madison wurde am 7. März 1804 organisiert. Nach der Vermessung im Jahr 1791 wurde das Gebiet als Township No. 1, First Range North of Plymouth Claim, East of Kennebec River (T1 R1 NPC EKR) bezeichnet. Im Jahr 1846 wurde Land an Norridgewock abgegeben. Benannt wurde die Town nach dem Präsidenten James Madison.
Als erster Europäer erreichte der Priester Sebastian Rasles im Jahr 1695 das Gebiet. Er lebte und arbeitete als Pfarrer bei den Indianern, bis zum Jahr 1724, als er durch Briten getötet wurde. Er errichtete auch die erste Kirche in dem Gebiet.

### Einwohnerentwicklung
| Volkszählungsergebnisse – Town of Madison, Maine | Volkszählungsergebnisse – Town of Madison, Maine | Volkszählungsergebnisse – Town of Madison, Maine | Volkszählungsergebnisse – Town of Madison, Maine | Volkszählungsergebnisse – Town of Madison, Maine | Volkszählungsergebnisse – Town of Madison, Maine | Volkszählungsergebnisse – Town of Madison, Maine | Volkszählungsergebnisse – Town of Madison, Maine | Volkszählungsergebnisse – Town of Madison, Maine | Volkszählungsergebnisse – Town of Madison, Maine | Volkszählungsergebnisse – Town of Madison, Maine |
| Jahr                                             | 1800                                             | 1810                                             | 1820                                             | 1830                                             | 1840                                             | 1850                                             | 1860                                             | 1870                                             | 1880                                             | 1890                                             |
| ------------------------------------------------ | ------------------------------------------------ | ------------------------------------------------ | ------------------------------------------------ | ------------------------------------------------ | ------------------------------------------------ | ------------------------------------------------ | ------------------------------------------------ | ------------------------------------------------ | ------------------------------------------------ | ------------------------------------------------ |
| Einwohner                                        |                                                  | 686                                              | 881                                              | 1272                                             | 1701                                             | 1769                                             | 1615                                             | 1401                                             | 1315                                             | 1815                                             |
| Jahr                                             | 1900                                             | 1910                                             | 1920                                             | 1930                                             | 1940                                             | 1950                                             | 1960                                             | 1970                                             | 1980                                             | 1990                                             |
| Einwohner                                        | 2764                                             | 3379                                             | 3700                                             | 3956                                             | 3836                                             | 3639                                             | 3935                                             | 4278                                             | 4367                                             | 4725                                             |
| Jahr                                             | 2000                                             | 2010                                             | 2020                                             | 2030                                             | 2040                                             | 2050                                             | 2060                                             | 2070                                             | 2080                                             | 2090                                             |
| Einwohner                                        | 4523                                             | 4855                                             | 4726                                             |                                                  |                                                  |                                                  |                                                  |                                                  |                                                  |                                                  |

## Kultur und Sehenswürdigkeiten

### Bauwerke
In Madison wurden mehrere Bauwerke und ein District unter Denkmalschutz gestellt und ins National Register of Historic Places aufgenommen.
- Lakewood Theater, 1975 unter der Register-Nr. 75000111.[10]
- Madison Public Library, 1989 unter der Register-Nr. 88003022.[11]
- Old Point and Sebastian Rale Monument, 1973 unter der Register-Nr. 73000147.[12]
- Weston Homestead, 1977 unter der Register-Nr. 77000086.[13]

## Wirtschaft und Infrastruktur

### Verkehr
Durch Madison verläuft der U.S. Highway 201 in nordsüdlicher Richtung. Die Maine State Route 43 und die Maine State Route 148 verlaufen in westöstliche Richtung.

### Öffentliche Einrichtungen
Es gibt eine medizinische Einrichtung in Madison. Weitere gibt es im benachbarten Skowhegan.
In Madison befindet sich die Madison Public Library in der Point Avenue.

### Bildung
Madison gehört zum Maine School Administrative District 59.
Im Schulbezirk werden mehrere Schulen angeboten:
- Madison Elementary School mit Klassen von Kindergarten bis zur 4. Schulklasse
- Madison Jr High mit den Schulklassen 5 bis 8
- Madison High School mit den Schulklassen 9 bis 12

## Persönlichkeiten

### Söhne und Töchter der Stadt
- Stephen A. Cobb (1833–1878), Politiker
- Ernest W. Roberts (1858–1924), Politiker
- Louis J. Brann (1876–1948), Politiker und Gouverneur des Bundesstaates Maine

### Persönlichkeiten, die vor Ort gewirkt haben
- Andrew Ketterer (* 1949), Anwalt und Politiker